# Affligem (bier)
Affligem is een Belgisch abdijbier en onderdeel van Heineken.

## Achtergrond
Affligem werd oorspronkelijk in de benedictijnenabdij van Affligem gebrouwen. De brouwerij werd voor het eerst vermeld in 1074; de eerste afbeelding dateert van 1570. Tijdens de advent en vastentijd mochten de monniken niet zoveel bier drinken. Daarom werd er tijdelijk een zwaarder bier gemaakt: de tripel. Na de terugkeer van de monniken in 1870 duurde het nog tot 1885 alvorens ze zelf opnieuw bier brouwden. Ze brouwden tot 1917, toen de Duitse bezetter het koperwerk roofde. Vanaf 1920 tot het begin van de Tweede Wereldoorlog werd er opnieuw bier gebrouwen. Op 13 maart 1940 werd er de laatste maal in de abdij gebrouwen door broeder Tobias Vergauwen. Op 1 maart 1956 werd een overeenkomst gesloten met brouwerij De Hertog te Deurne en in december van dat jaar werden de eerste kratten Affligem dubbel verkocht. Dit bier werd ontwikkeld door Adrien Floor, technisch directeur van de brouwerij en dom Tobias Vergauwen (brouwer van de abdij). In 1957 kwam de Affligem Tripel op de markt.
Vanaf 1966 maakte brouwerij De Hertog deel uit van de Brasserie de Ghlin te Bergen. Op 15 december 1969 legde de Brasserie de Ghlin de boeken neer en uit dit faillissement kochten de gebroeders De Smedt, in overleg met de abdij, de rechten op de merknaam. Vanaf 1970 werd het bier door brouwerij De Smedt uit Opwijk verder geproduceerd. In 2000 nam de Nederlandse brouwerijgroep Heineken een groot belang in de Opwijkse brouwerij en werd deze herdoopt tot Affligem Brouwerij. In 2010 werd het merk Affligem in de portefeuille van Alken-Maes ondergebracht en verdween de vennootschap Affligem Brouwerij. Affligem werd in 2013 en 2014 uitgerold als 'global brand' voor Heineken. De abdij van Affligem blijft echter eigenaar van het merk waardoor de recepten niet zullen veranderen. De inhoud der flesjes daalde wel van 33cl naar 30cl.
Affligem is erkend als Vlaams-Brabants streekproduct.

## Bieren
Affligem is een officieel abdijbier en is verkrijgbaar als blond, dubbel, tripel en fris blond. De bieren worden gebrouwen met hergisting op de fles.
Er zijn ook twee seizoensbieren: Noël en Patersvat.
- Affligem Blond is een goudblond bier van hoge gisting met een alcoholpercentage van 6,8% en een densiteit van 15,5° Plato.
- Affligem Dubbel is een donker bier van hoge gisting met een alcoholpercentage van 6,8%.
- Affligem Tripel is een goudkleurige tripel met een alcoholpercentage van 9%.
- Affligem Fris Blond is een helder blond bier met een alcoholpercentage van 4,6%.
- Affligem Patersvat is aanvankelijk verkocht als een blond kerstbier met een alcoholpercentage van 6,8%. Later werd het bier het hele jaar door verkrijgbaar. De basis is Affligem blond, maar de Patersvat kreeg nog een late hopping.[3] Dit bier kwam aan bod in de VRT-reeks Tournée Générale.[4]
- Affligem Christmas (ook Affligem Noël) is een donker kerstbier met een alcoholpercentage van 9%.[5]
- Affligem 950 Cuvee, blond bier van hoge gisting met een alcoholpercentage van 6,8%. Dit bier kwam in mei 2012 op de markt ter gelegenheid van de stichting van de abdij 950 jaar geleden.
- Affligem Belgisch Wit, wit bier met een alcoholpercentage van 4,8%, sinds 2020

In het verleden werden nog andere Affligem-bieren gebrouwen:
- Affligem Rood was een bier met een alcoholpercentage van 6,7%. De productie werd gestopt in 1994.[6]
- Affligem 10 was een bier met een alcoholpercentage van 10% dat werd geproduceerd van 1983 tot 1986.

## Export
Affligem wordt op grote schaal geëxporteerd, onder meer naar Frankrijk. Het wordt in flesjes en in vaten verkocht. De belangrijkste exportconcurrenten van Affligem zijn Grimbergen en Leffe.

## Prijzen
- Affligem Blond:
  - Goud op de European Beer Star in de categorie Belgian Style Ale in 2007 en 2008 en zilver in 2006 en 2009.[7]
  - In 2011 zilver op de Brewing Industry International Awards in de categorie Ale 5.8% -6.9% ABV.[8]
  - In 2011 brons op de International Beer Challenge.[9]
  - In 2012 goud op de European Beer Star in de categorie Belgian Style Ale.

- Affligem Dubbel:
  - In 2007 zilver op de European Beer Star in de categorie Belgian Style Double.
  - In 2011 zilver op de International Beer Challenge.

- Affligem Tripel:
  - In 2004 en 2008 goud en in 2006 zilver op de World Beer Cup in de categorie Belgian-Style Triple.[10]
  - In 2006 goud, in 2007 en 2008 zilver en in 2009 brons op de European Beer Star in de categorie Belgian Style Triple.
  - In 2011 brons op de Brewing Industry International Awards in de categorie Strong Ale.
  - In 2011 brons op de International Beer Challenge.
  - In 2013 brons op de Brussels Beer Challenge in de categorie Pale & Amber Ale: (Belgian style) Tripel[11]

- Affligem Patersvat:
  - In 2013 zilver op de Brussels Beer Challenge in de categorie Pale & Amber Ale: Strong/Extra Special

## Etiketbieren
Affligem was het moederbier van verschillende etiketbieren.

### Florival
Florival was het bekendste etiketbier van Affligem. Sinds 2013 wordt Florival niet meer gebrouwen in Opwijk, maar werd de productie overgeheveld naar Alken; het wordt gebrouwen met een licht gewijzigd recept en is dus geen etiketbier meer. Het wordt gebrouwen in opdracht van supermarktketen Delhaize. Hoewel het geen Erkend Belgisch Abdijbier is, wordt het wel gepromoot als abdijbier. Florival is een gehucht van Eerken (Archennes), een deelgemeente van Graven in de provincie Waals-Brabant.

In Florival stond vroeger een cisterciënzerabdij. Hiervan blijft echter nog maar weinig over. De restanten worden gebruikt als opleidingscentrum voor de civiele bescherming. De abdij heette Florival en gaf haar naam aan het gehucht. Florival betekent letterlijk “vallei van bloemen”. In het Nederlands werd ze bekend als “Bloemendaal”. Het was een belangrijke abdij, gesticht in de 11e eeuw. Tijdens de Franse Revolutie werd ze definitief gesloten. Onder meer Beatrijs van Nazareth verbleef er een aantal jaren.
In 1994 startte Delhaize met de verkoop van Florival-bier. Op de etiketten staat het wapenschild van de vroegere abdij. Er zijn verschillende varianten: Florival Blond was een etiketbier van Affligem Blond en Florival Bruin van Affligem Dubbel. Beide worden geproduceerd sinds 1994. Florival Tripel was een etiketbier van Affligem Tripel en wordt geproduceerd sinds 1999. Florival Winter ten slotte was een etiketbier van Affligem Christmas en wordt geproduceerd sinds 2003. Voorheen heette dit bier Delhaize Christmas.

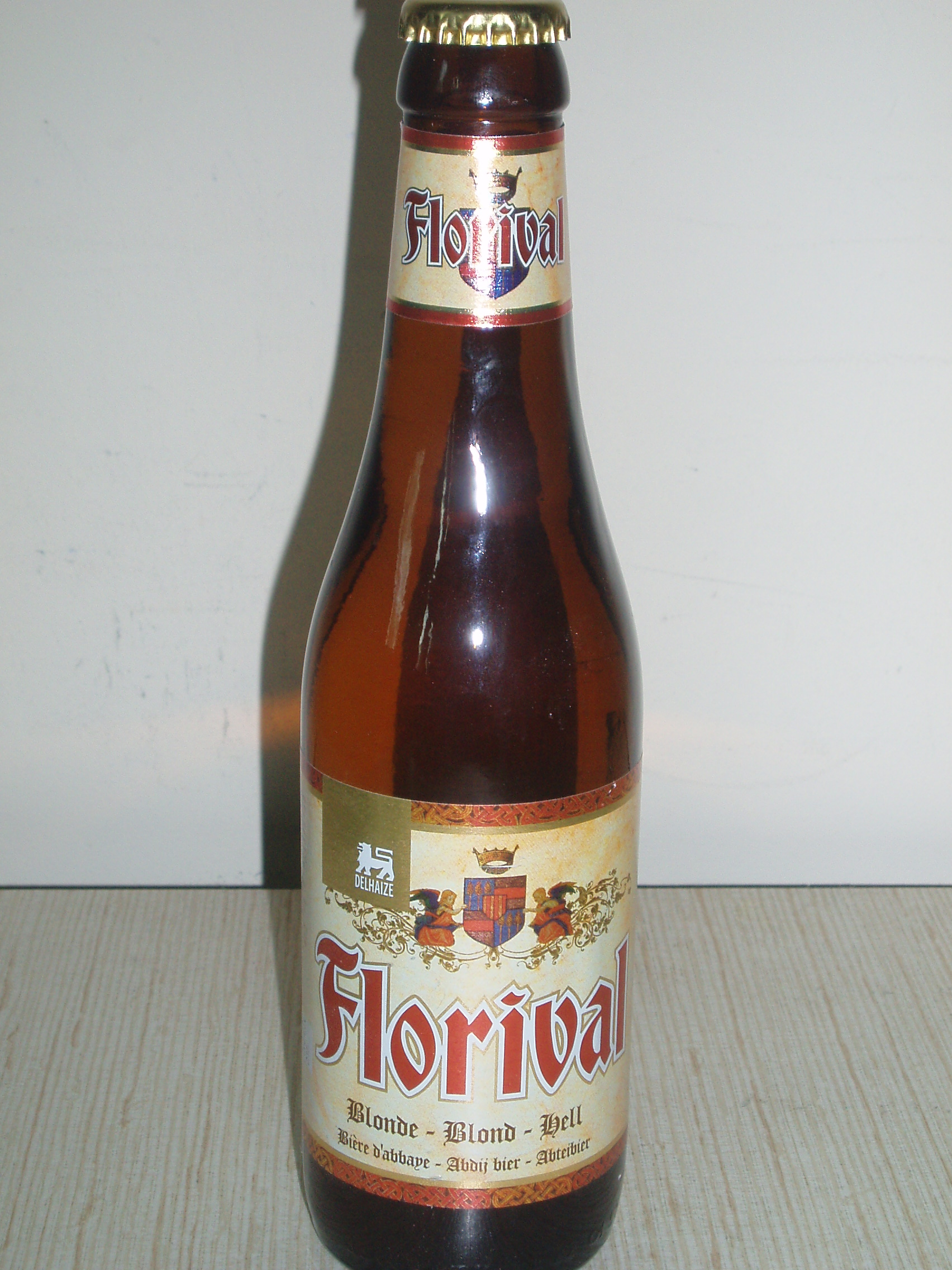
Florival Blond

### Andere
- Tot 2001 was Affligem Blond het moederbier van Ne Flierefluiter.[15]
- Boxer Christmas was een tijdlang een etiketbier van Affligem Christmas.[16][17]
- Affligem Dubbel was een tijdlang het moederbier van Brogne Brune en Affligem Tripel van Brogne Triple (voorheen Abbaye de Brogne Triple).[18]
- St. Feuillien Cuvée de Noël was vroeger een etiketbier van Affligem Christmas.